# Allen Smith
Frederick Allen Smith Sr. (* 11. August 1925 in Midland, Pennsylvania; † 3. Februar 2011 in San Francisco) war ein US-amerikanischer Jazztrompeter, der ein langjähriges Mitglied der Jazzszene von San Francisco war.

## Leben und Wirken
Allen Smith stammte aus einer Musikerfamilie; sein Vater war Chorleiter und seine Mutter Klavierlehrerin. Während des Zweiten Weltkriegs diente er in der US-Marine in Honolulu, wo er der Hellcats Navyband angehörte. Nach Kriegsende ließ er sich in der San Francisco Bay Area nieder und besuchte das San Francisco State College; seine Schulkameraden waren Paul Desmond und Cal Tjader, mit denen er später in verschiedenen Besetzungen arbeitete. Er war in seiner Karriere vorwiegend in den Jazzclubs der Bay Area aktiv, u. a. mit dem Gitarristen Eddie Duran. Ende der 1940er Jahre war er mit daran beteiligt, die Rassenschranken in den Clubs der Stadt zu überwinden. Er konzertierte häufig im Fillmore Club und in Jimbo's Bop City, u. a. mit Vernon Alley und Earl Watkins. Er war auch einer der ersten Musiker im kurzlebigen Blanco's Cotton Club in der O’Farrell Street, welcher der erste Club der Stadt war, in dem die Rassentrennung aufgehoben wurde.
Obwohl er zeitlebens als Musiker auftrat, war er im Hauptberuf nach Erwerb des Masters in Pädagogik als Lehrer und später als Schulleiter der Junipero Serra School tätig. Smith begleitete u. a. Frank Sinatra, Sammy Davis junior, Tony Bennett und Ella Fitzgerald (1969) bei deren Auftritten in der Bay Area; außerdem spielte er mit Benny Goodman und Gil Evans (Great Jazz Standards 1959). Er wirkte zudem bei Aufnahmen des Duke Ellington Orchestra (1965), Cal Tjader (Extremes), Flip Phillips (Keep on Flippin’, 1953), Hubert Laws und der Sängerin Jackie Ryan (2003) mit.
Nach seiner Pensionierung widmete er sich ganz der Musik, unterstützte lokale Künstler wie Lavay Smith & Her Red Hot Skillet Lickers oder die Sängerin Kim Nalley. Erst 1998 legte er sein einziges Album unter eigenem Namen vor. Von 1996 bis 2001 gastierte er auf Einladung von Elly Wright und Art Farmer mehrfach im Wiener Jazzland.
Er starb im Februar 2011 im Alter von 85 Jahren an Altersdemenz in einem Pflegeheim in San Francisco.